# MPEG-J
Mit MPEG-J steht eine in MPEG-4 part 11 definierte Java-API zur Verfügung, wodurch Autoren ein komplexes Kontrollsystem erhalten, um während der Laufzeit Zugriff auf einzelne audiovisuelle Objekte und die gesamte MPEG-4-Szene zu bekommen.
Dadurch ist es Nutzern möglich, mit den Objekten in der Szene zu interagieren. Bisher ist außer der MPEG-4-Referenzimplementierung „IM1“ lediglich der IAVAS 3D Player („I3D“) bekannt, welcher diese API unterstützt. Der I3D beruht dabei auf dem Core der IM1-Referenzimplementierung.